# St. Alban's (Terre-Neuve-et-Labrador)
Pour les articles homonymes, voir St. Albans.
St. Alban's est une ville de Terre-Neuve-et-Labrador, au Canada. Elle est située dans l'estuaire de la baie d'Espoir sur la côte sud de Terre-Neuve. St. Alban's est la plus grande communauté de la baie d'Espoir.
L'ouragan Matthew, en octobre 2016, a gravement touché St. Alban's et une grande partie de l'île de Terre-Neuve. L'accès routier à la ville a été temporairement coupé en raison d'inondations qui ont emporté le pont principal.
St. Albans est l'une des principales zones d'aquaculture de Terre-Neuve et du Labrador.

## Démographie
| 2001  | 2006  | 2011  | 2016  |
| ----- | ----- | ----- | ----- |
| 1 372 | 1 278 | 1 233 | 1 186 |